# توماس پتشیاس
توماس پتشیاس (انگلیسی: Tomas Pačėsas؛ زادهٔ ۱۱ نوامبر ۱۹۷۱) بازیکن بسکتبال اهل لیتوانی است.
وی در مسابقات کشوری و بین‌المللی در مجموع برندهٔ ۱ مدال برنز شده‌است.